# Amblyopone monrosi
Amblyopone monrosi é uma espécie de formiga do gênero Amblyopone.